# Eupithecia explicata
Eupithecia explicata là một loài bướm đêm trong họ Geometridae.